# Baie de Loup
Pour les articles homonymes, voir Loup (homonymie).
La baie de Loup, (en anglais : Bay de Loup), est une baie située su sud de l'île de Terre-Neuve.

## Géographie
La baie de loup s'ouvre sur la côte méridionale de l'île de Terre-Neuve et la localité portuaire de Burgeo. Elle mesure environ 1 km de large pour environ 2 kilomètres de long.
Au fond de la baie est située la localité de Bay de Loup qui doit son nom à la baie. 